# Toshiyuki Kosugi
Toshiyuki Kosugi (小杉 敏之 Kosugi Toshiyuki?,  nacido el 20 de junio de 1968 en Tokio) es un exfutbolista japonés. Jugaba de defensa y su último club fue el Brummell Sendai de Japón.

## Trayectoria

### Clubes
| Club                 | País  | Año         |
| -------------------- | ----- | ----------- |
| Nagoya Grampus Eight | Japón | 1992 - 1995 |
| Brummell Sendai      | Japón | 1996 - 1997 |

## Palmarés

### Títulos nacionales
| Título             | Club                 | País  | Año  |
| ------------------ | -------------------- | ----- | ---- |
| Copa del Emperador | Nagoya Grampus Eight | Japón | 1995 |